# Lac de Vézoles
Le lac de Vesoles, ou lac du Saut de Vésoles, est un lac de barrage du département de l'Hérault.

## Histoire
Le barrage a été construit en 1956 pour la production hydroélectrique à une altitude de 1000 m.

## Géographie
Sur les communes de Fraisse-sur-Agout et Prémian, il a une superficie de 50 hectares, ce qui en fait le 4e plus grand du département.
Il est alimenté par le ruisseau du Buraut (ou Bureau) dont le débit est d'environ 0,8 m3/s. Celui-ci se jette dans le Jaur entre Olargues et Saint-Pons-de-Thomières.

## Activités

### Randonnée
Le tour du lac se déroule sur 6,2 km. La baignade est interdite.
Suivant la ligne de partage des eaux entre Atlantique et Méditerranée, le sentier de grande randonnée 7, reliant le ballon d'Alsace à l'Andorre, longe le lac.

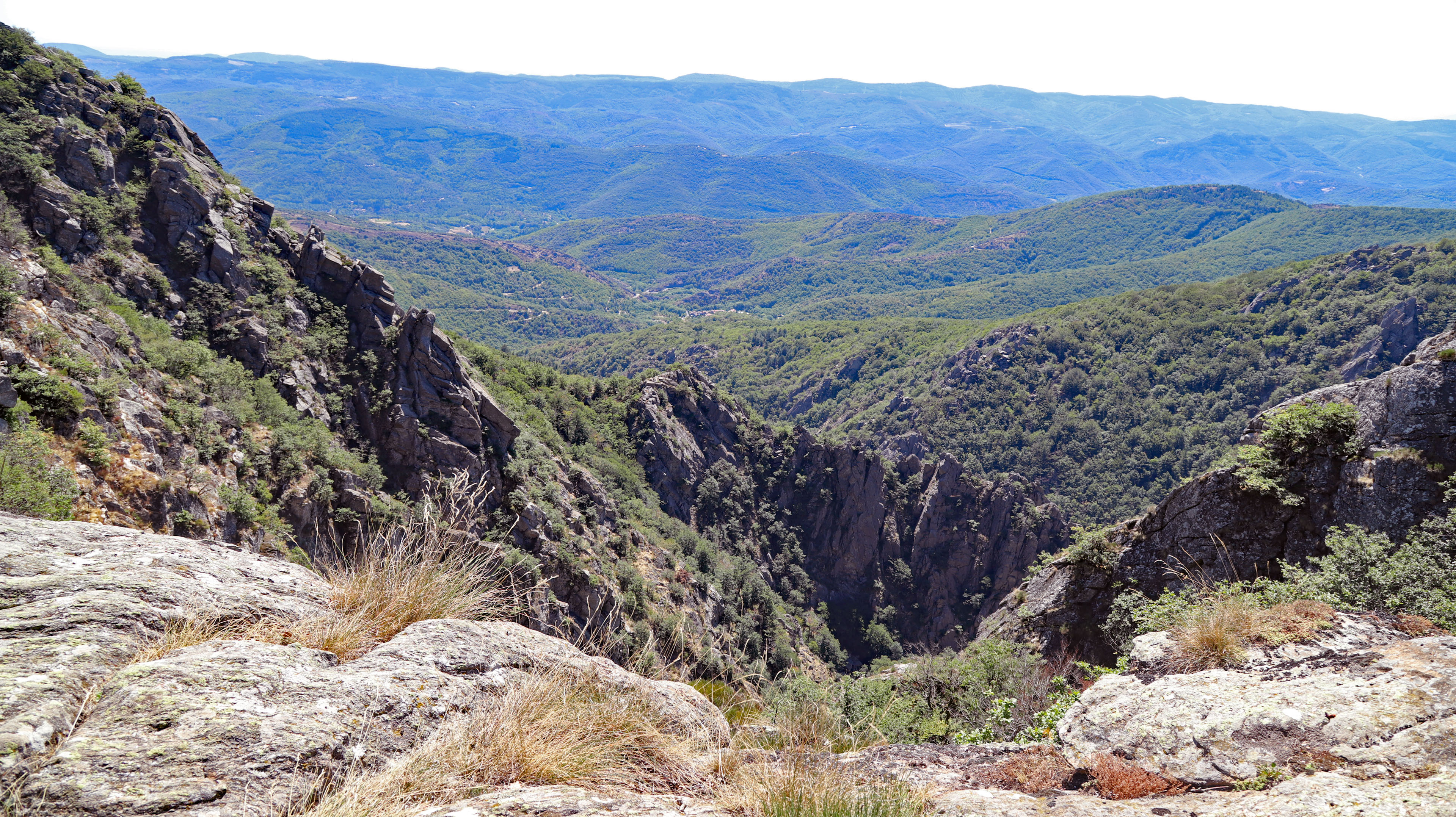
Saut de Vézoles
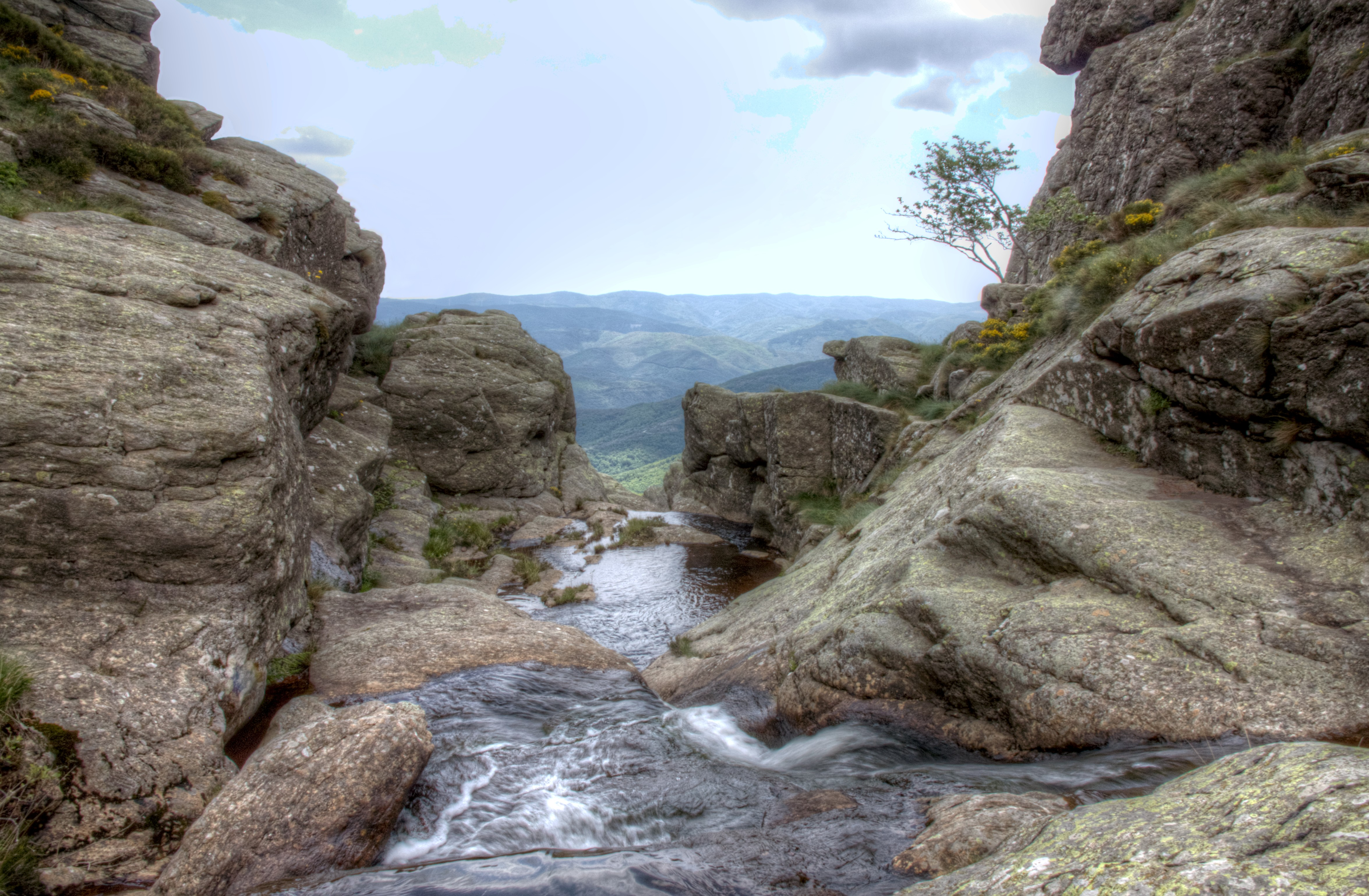
Saut de Vézoles.
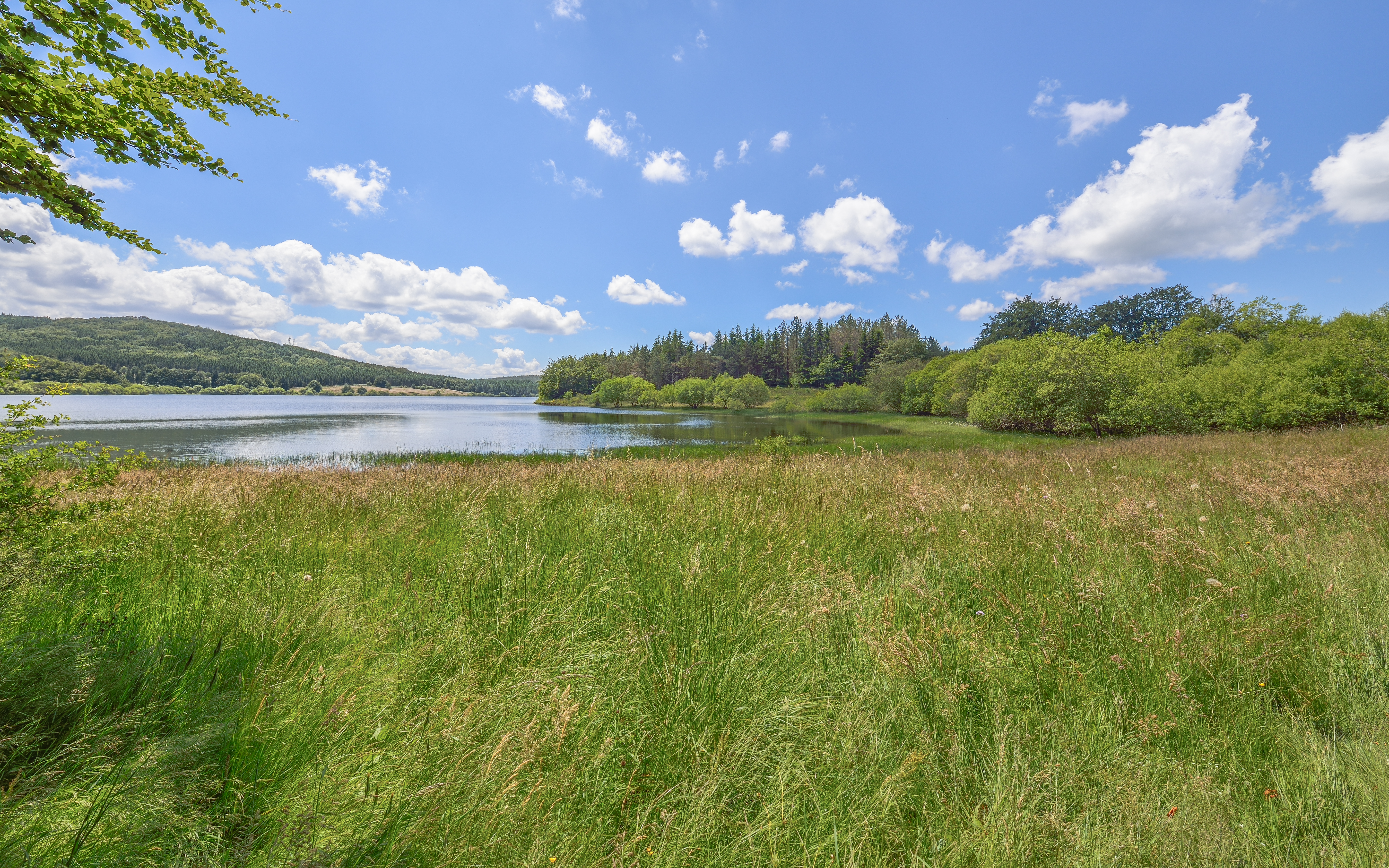
Vue partielle du lac.
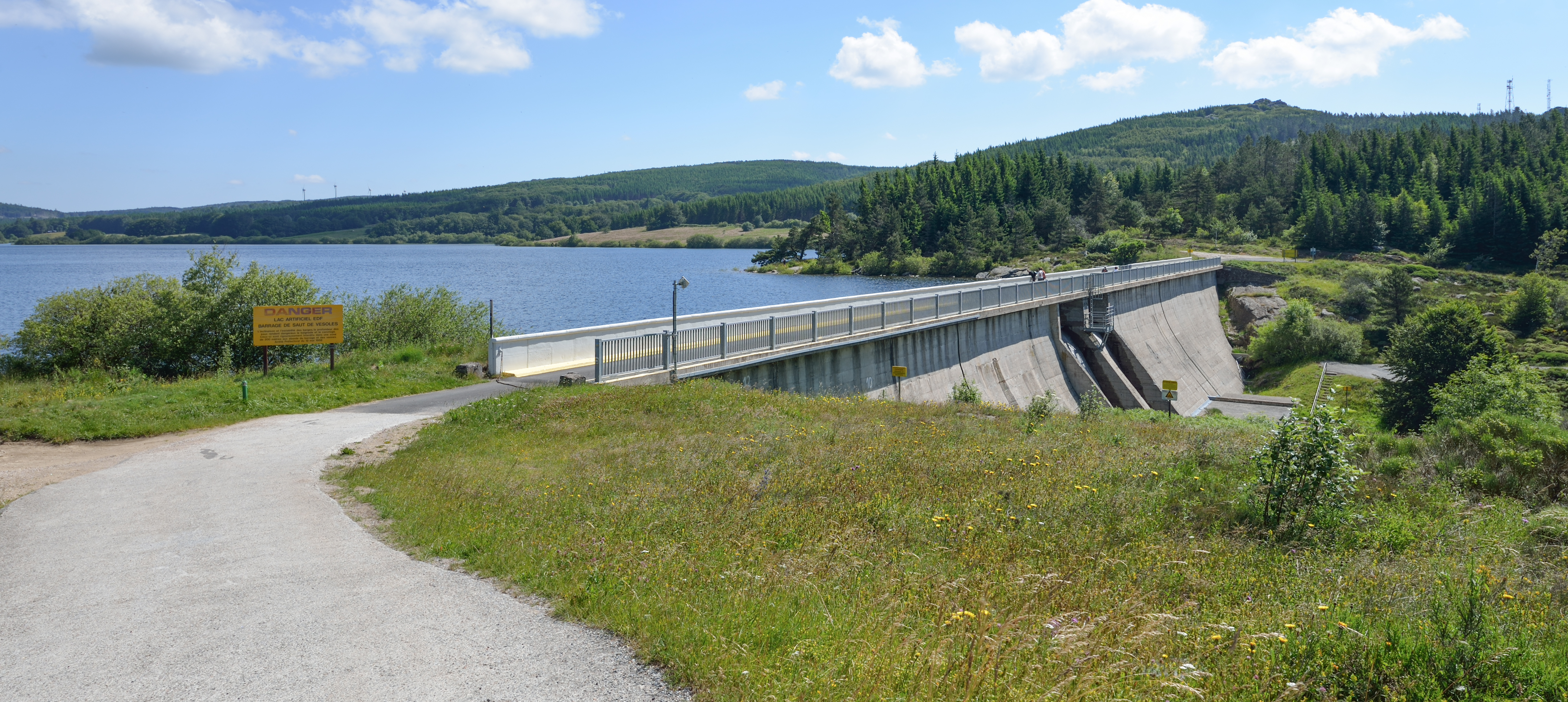
Le barrage du Saut de Vézoles.
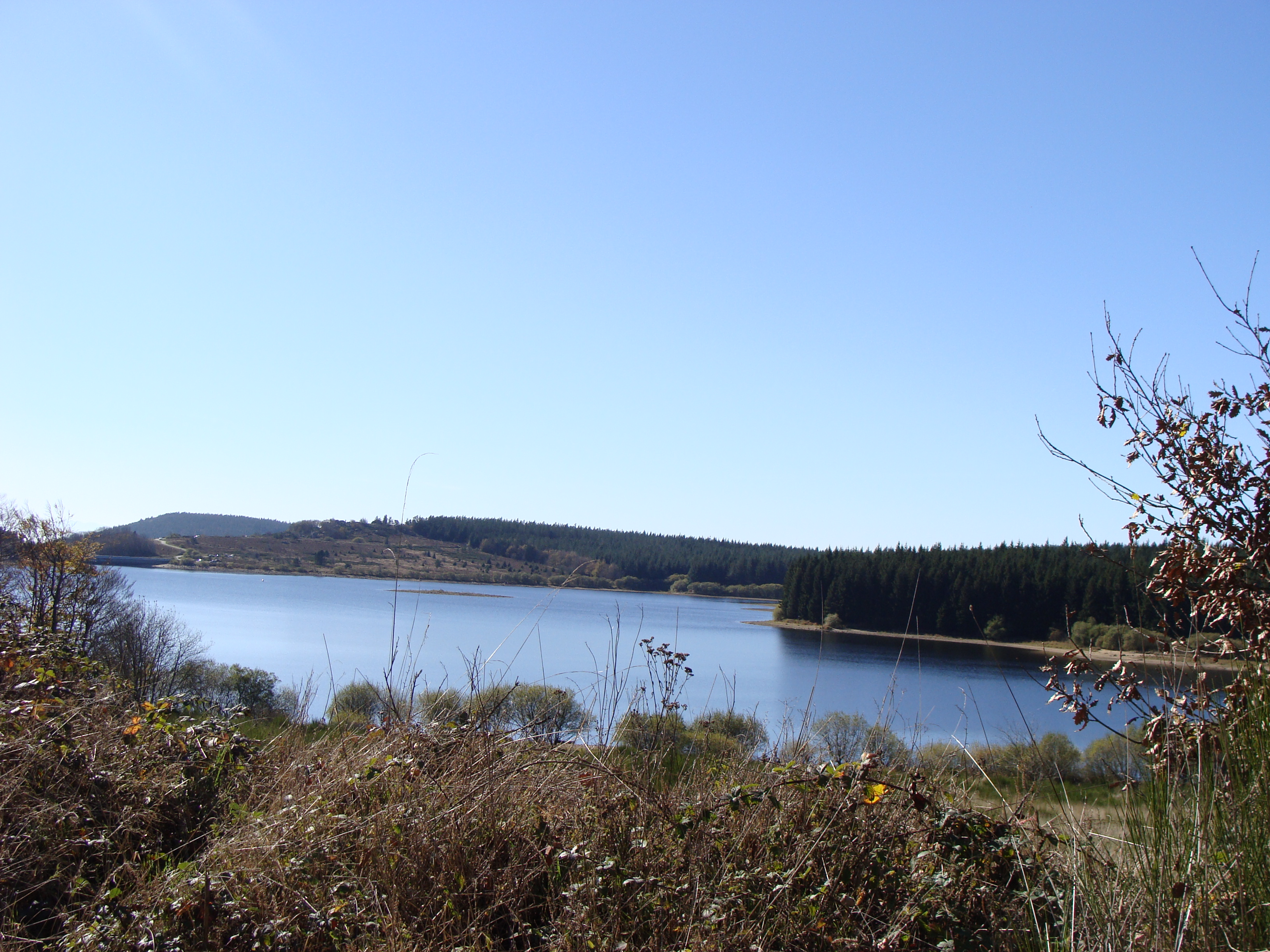
Le lac au milieu des sapins.
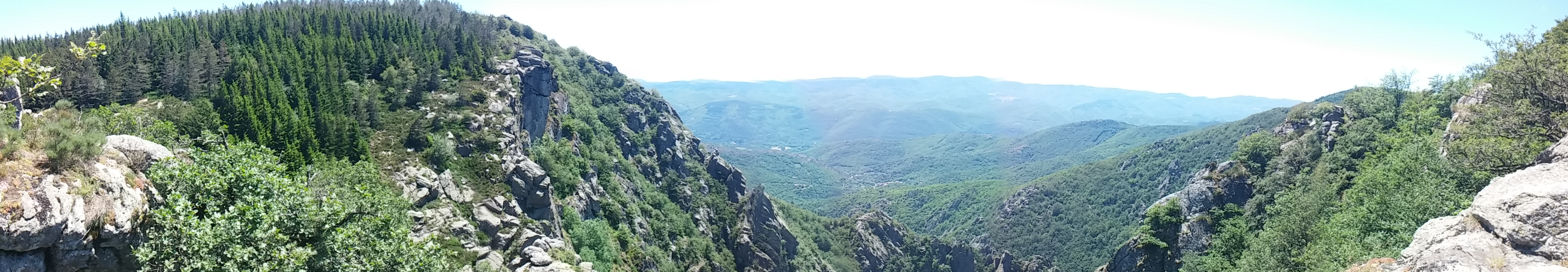
Panorama du Saut de Vézoles.